# Die Springer
Die Springer sind eine deutschsprachige Rockband aus dem östlichen Landkreis Traunstein (Rupertiwinkel).

## Werdegang
Die Gruppe besteht aus Günter Wimmer (Gesang, Bass) und den beiden Brüdern Guido (Gitarre, Fußorgel, Gesang) und Martin Fuchs (Schlagzeug, Gesang). Seit 1997 erspielen sich die drei durch etliche Konzerte in ganz Deutschland und Österreich eine immer größer werdende Fangemeinde, weshalb sie mittlerweile als bekannteste Band aus Südostbayern gelten.
Nach den beiden Alben "Star" (1999) und "Musik von Welt" (2003), von denen jeweils über 5000 Stück verkauft wurden, erschien ihr drittes Album "Nacktsaison". Dieses wurde von den beiden bekannten Produzenten Ralf Goldkind (Die Fantastischen Vier) und Jon Caffery (Die Toten Hosen) produziert. Das Video zur ersten Single "Süße Lügen" wurde bereits bei dem österreichischen Wettbewerb "Film:riss" prämiert.
2007 wurde das aktuelle Album "Licht" veröffentlicht.